# Luitwin Maria von Boch-Galhau
Luitwin Maria Roger Wilhelm von Boch-Galhau (* 14. Juli 1906 in Mettlach; † 19. September 1988 ebenda) war ein deutscher Unternehmer und Landrat des Landkreises Merzig.

## Leben
Luitwin Maria von Boch-Galhau war ein Sohn des Unternehmers Johann Benedikt Luitwin von Boch-Galhau und dessen Ehefrau Adeline von Liebieg (1880–1932). Nach Ende seiner schulischen Ausbildung absolvierte er ein Studium der Ingenieurwissenschaften, das er als Dipl.-Ing. abschloss. Nach dem Tod seines Onkels Roger von Boch-Galhau am 22. Juli 1917 übernahm sein Vater die Leitung des Unternehmens Villeroy & Boch und nach dessen Tod am 18. Mai 1932 übernahm er selbst die alleinige Leitung des Unternehmens. Seine Leitungstätigkeit fiel in die Zeit der Wiedereingliederung des Saargebietes und damit der vier Saarfabriken in Mettlach, Merzig und Wadgassen ins deutsche Reich, der Hitlerregierung und des Zweiten Weltkriegs. 1936 erfolgte die Erweiterung der von seinem Vater 1926/27 gegründeten Steingutfabrik Torgau durch Ankauf des Nachbargrundstücks der Fabrik Marx & Moschütz.
Am 24. März 1942 wurde er als Offizier zum Heeresdienst eingezogen. Anfangs diente er noch mit seiner Einheit in Kreta, wurde dann aber nach El-Alamein umgesetzt, wo er dem Deutschen Afrikakorps zugeteilt wurde. Da seine Abwesenheit die übergreifende Leitung der Gesamtfirma bedeutend erschwerte, übernahm Direktor Michael Röscher die Generaldirektion.
Bis Mitte des Zweiten Weltkriegs hatte die Familie ihren Wohnsitz auf Schloss Saareck in Mettlach, das von Luitwin von Boch-Galhau und seiner Frau erbaut worden war. Während des Krieges ließ deren Sohn Luitwin Maria von Boch-Galhau das Schloss 1942 zu einem Lazarett mit großem roten Kreuz auf dem Dach umfunktionieren und konnte es so vor der Zerstörung bewahren.
Nach Ende des Zweiten Weltkriegs wurde er von der Militärregierung für den Zeitraum von April bis Oktober 1945 zum Landrat des Landkreises Merzig ernannt. Noch im gleichen Jahr wurde er zum Präsidenten der Saarländischen Handelskammer berufen. Von 1952 bis 1956 war er Präsident der Vereinigung der Freunde der Universität. Auf seine Initiative erfolgte der Bau von Kindergärten und eines neuen Krankenhauses. 1966 wurde er Ehrensenator der Universität des Saarlandes und 1968 wurden die Fabriken „Spica“ und „Spea“ in Italien erworben. Von 1969 bis 1972 war er Präsident der Arbeitsgemeinschaft Keramische Industrie und ab 1982 war er Vorstandsmitglied der neu gegründeten Peter-Wust-Gesellschaft Merzig.

## Weitere Tätigkeiten und Mitgliedschaften
- Ehrenvorsitzender des „Musikkorps Mettlach-Keuchingen“[1]
- Mitbegründer und langjähriger Vizepräsident des Saarländischen Industriellenverbands
- 1985: Ehrenvorsitzender der Unternehmensgruppe Villeroy & Boch

## Auszeichnungen
- 1966: Auszeichnung mit dem Großen Verdienstkreuz der Bundesrepublik Deutschland
- 1966: Ehrensenator der Universität des Saarlandes
- 1967: Verleihung der Ehrendoktorwürde Dr.-Ing. h. c. der Technischen Hochschule Aachen (RTWH)[1]
- 16. November 1971: Feierliche Überreichung des Ehrenbürgerbriefs
- 1972: Auszeichnung mit dem Großen Verdienstkreuz mit Stern der Bundesrepublik Deutschland
- 25. April 1977: Auszeichnung mit dem Saarländischen Verdienstorden[5]
- 20. April 1980: Auszeichnung mit dem Peter-Wust-Preis[6]
- 1986: Verleihung des Verdienstordens des Großherzogtums Luxemburg (Großoffizier)

## Publikation
- Auszug aus den Mitteilungen des Vereins für Geschichte der Deutschen in Böhmen, Prag 1907. Aus diesen Unterlagen ziehen wir einiges heraus und beschreiben in dem nachstehend angegebenen Text Wissenswertes über die Grabstätte von König Johann von Böhmen, Mettlach, 1987. OCLC 1073866845

## Familie
Luitwin Maria von Boch-Galhau heiratete im September 1935 die Unternehmerin Béatrice Dodd. Das Ehepaar bekam fünf gemeinsame Kinder: Luitwin Gisbert (* 1936), Milicent (* 1937), Christoph Artur Maria (* 1943), Wilfried (* 1948) und Alexander (* 1949). Von Boch-Galhau hatte noch drei Geschwister, Octavie (1904–1964), Angelica (1911–2006) und Gisbert (1920–2007).